# Paranã (Tocantins)
Pour les articles homonymes, voir Parana.
Paranã est une municipalité de l'État du Tocantins (Brésil). Située sur les bords du rio Paranã, elle est à une altitude de 274 m. Sa superficie est de 11 260 km2, sa population est estimée en 2007 à 10 491 habitants et son économie est essentiellement agricole.
Ses intérêts touristiques sont ses eaux thermales, ses plages fluviales et sa procession fluviale.